# FK Podgorica
Maillots
Le Fudbalski klub Podgorica (en monténégrin : Фудбалскли клуб Подгорица), plus couramment abrégé en FK Podgorica, est un club monténégrin de football fondé en 1970 et basé à Podgorica, la capitale du pays.
Il fait ses débuts en première division monténégrine lors de la saison 2019-2020 après avoir remporté la deuxième division.

## Histoire du club

### Historique
- 1970 : Fondation du club sous le nom de OFK Mladost.
- 2014 : Refondation du club sous le nom de OFK Mladost 1970.
- 2017 : Promotion en Druga Crnogorska Liga.
- 2019 : Titre de champion en Druga Crnogorska Liga et promotion en Prva Crnogorska Liga. Renommage en FK Podgorica

## Stade
Le FK Podgorica dispute ses matches au DG Arena, un stade de 4 000 places qui a été rénové en 2018. Le stade peut accueillir des rencontres de compétitions européennes.

## Bilan sportif

### Palmarès
| Compétitions nationales                                    |
| ---------------------------------------------------------- |
| - Championnat du Monténégro D2 (1) : - Champion : 2018-19. |

### Bilan européen
Note : dans les résultats ci-dessous, le score du club est toujours donné en premier
| Saison    | Compétition             | Tour           | Club   | Domicile | Extérieur | Total |
| --------- | ----------------------- | -------------- | ------ | -------- | --------- | ----- |
| 2021-2022 | Ligue Europa Conférence | Premier tour Q | KF Laç | 1 - 0    | 0 - 3 ap  | 1 - 3 |

Légende
- Victoire ou qualification pour le tour suivant
- Match nul
- Défaite ou élimination de la compétition